# Lichen Valley
Lichen Valley är en dal i Antarktis. Den ligger i Östantarktis. Australien gör anspråk på området. Lichen Valley ligger vid sjön Lichen Lake.